# GOMS
GOMS je opšti naziv za porodicu ljudskih tehnika obrade informacija koje pokušavaju da modeluju i predvide ponašanje korisnika. Godine 1983. GOMS model razvijen je od strane Stjuarta Karda, Tomasa P. Morana i Alena Novela.

## Ukratko
GOMS (Goals, Operators, Methods and Selection).
Ponašanje korisnika se analizira kroz četiri komponente:
- Ciljevi (Goals) - šta korisnik želi da postigne/dobije;
- Operatori (Operators) - najniži nivo analize. Osnovne akcije koje korisnik izvršava (npr. pritisnuti X za zatvaranje dijaloga);
- Metode (Methods) - načini razdvajanja/podela u podciljeve i operatore (npr. zatvaranje tekućeg Win prozora se postiže pritiskom na CLOSE ili akcijom Alt+F4, što u GOMS modelu predstavlja metode za dekompoziciju);
- Izbor (Selection) - izbor odgovarajućih podciljeva/operatora u skupu mogućih metoda (ne ostavlja se slučajni izbor);

GOMS pruža modelovanje memorije u pretraživačkim sistemima.

## Prednosti
GOMS zasigurno nije najprecizniji kada je reč o metodama za merenje interakcija čoveka i računara, ali svakako ima svojih prednosti.
GOMS predstavlja procenu određene interakcije uz malo truda, male troškove i kratko vreme može se doći do visokog stepena tačnosti. Uz pažljivo istraživanje svih koraka neophodnih za uspešnu komunikaciju korisnika sa interfejsom, vreme merenja predstavlja koliko dugo će biti potrebno da korisnik stupi u interakciju sa interfejsom što je jednostavna računica. Sumirajući vreme koje je potrebno da se završe detaljni koraci, GOMS daje procenu za koji vremnski period korisnik može uspešno da završi željenji zadatak.

## Ograničenja i mane
GOMS model ima brojana ograničenja. Najznačajnija greška je to što su predviđanja vezana za stručnjake koji nisu skolni greškama. Ovo predstavlja značajan nedostatak iz dva razloga. Pre svega, i stručna lica mogu napraviti grešku. Drugi razlog je iskustvo korisnika, nisu uzeti u obzir početnici, koji uče sistem i poznavaoci koji možda naprave greške.
Sve GOMS tehnike pružaju dragocene informacije, ali sve one imaju određene nedostatke. 
Nijedna tehnika se nema u sebi korisničku nepredvidljivost, kao što su ponašanje korisnika koji je umoran, socijalnog okruženja korisnika ili organizacionih faktora. Tehnike su veoma eksplicitne kada je reč o osnovnim operacijama pokreta, ali su fleksibilniji kada su u pitanju osnovne kognitivne akcije. Sve tehnike rade pod pretpostavkom da će korisnik tačno znati šta treba da uradi u svakom trenutku. Ove tehnike se, samim tim, odnose na stručne i iskusne korisnike, ali ne i na početnike. 

## Porodica modela
Kao što se ciljevi dele na podciljeve, tako i GOMS model ima svoje podmodele. A to su:
- KLM (Keystroke - Level Model) analiza;
- CMN - GOMS (Card, Moran and Newell GOMS);
- NGOMSL (Natural GOMS Language);
- CPM - GOMS (Cognitive - Perceptual - Motor GOMS);

## KLM analiza
KLM je jedna od najjednostavnijih tehnika GOMS modela, koja predstavlja osnovu za sve druge tehnike. KLM predviđa vreme izvršavanja. Pretpostavlja da se rutinski kognitivne sposobnosti mogu dekomponovati serijskim redosledom osnovnih kognitivnih operacija i motornih aktivnosti:
- K - pritisak tastera (280 ms);
- M - mentalni operator (1350 ms);
- P - ukazivanje na metu (1100 ms);
- H - pomeranje ruke sa tastature na miš (400 ms);

## CMN-GOMS
- Pozivanje podciljeva i izbor metoda predviđa model datom situacijom. U programskoj formi analiza je opšta i izvršna. Predviđa sekvencu operatora i vreme izvršavanja.

Metod CMN-GOMS pretpostavlja razumevanje informacija od strane korisnika na sledeći način:
- Oči/uši vide/čuju informaciju;
- Informacije ulaze u perceptivni procesor;
- Informacije se smeštaju u radnu memoriju i dugoročno pamćenje;
- Informacije se analiziraju u kognitivnoj obradi.

## NGOMSL
NGOMSL predstavlja struktuiran prirodni jezik notacija. Omogućava GOMS za modelovanje radne memorije i podešavanje podciljeva. Za razliku od CMN - GOMS-a pruža kvantitativne prognoze o vremenu koje je potrebno da se nauči svaki novi korak u rešavanju zadatka.

## CPM - GOMS
CPM - GOMS predviđa znatno kraće vreme izvršavanja od ostalih modela. Ovaj model izdvaja manje vremena za "pripremu akcije" tipa operacije. Podržava paralelnih procesa. Koristi kritičnu putanju za istraživanje paralelnih proces.
Kritična putanja - povezana sekvenca koja predstavlja maksimalno ukupno vreme i prema tome određuje vreme za rešavanje zadatka.
CPM-GOMS nadovezuje se na prethodno navedene metode GOMS modela, podrazumevajući da se perceptivni, kognitivni i motorni operatori izvršavaju paralelno. CPM-GOMS pretpostavlja kako se mnoge operacije mogu dogoditi u svakom trenutku, uz ograničenja kognitivnih, perceptivnih i motornih procesa.

## CAT i CTA
Kognitivna analiza (Cognitive Analysis Tool - CAT) predstavlja kompjuterizovanu GOMS tehniku za traženje informacija od stručnjaka. Razvijen je od strane dr Kenta Vilijamsa 1992. godine. CAT omogućava da korisnik opiše svoje znanje u oblasti ekspertize uz spisak ciljeva, podciljeva i jedan ili više metoda za postizanje ovih ciljeva, zajedno sa pravilima za izbor. Ova pravila čine osnovu GOMS modela, koja se mogu koristiti za generisanje detaljne prognoze vremena potrebnog za izvršavanje zadatka koristeći predloženi interfejs. Kognitivni aspekti zadatka mogu biti izvedeni iz ovog metoda, ali sama tehnika to ne garantuje.
Kognitivna analiza zadatka (Cognitive Task Analysis - CTA) snima iskustvo, znanje i intuiciju za predmet stručnjaka po otkrivanju kognitivnih veština i sposobnosti potrebne za obavljanje zadatka vešto. Za razliku od tradicionalne analize zadatka, posao CTA fokusira se samo na elemente koji se ne mogu direktno posmatrati kao što su teške odluke, presude i perceptivne sposobnosti i na taj način pruža mogućnost da se ispitaju osnovni procesi mišljenja u osnovi ponašanja utvrđenih koristeći tradicionalne metode analize zadatka. CTA mogu se dekomponovati u 3 faze: 
1. Izazivanje znanja - revizija znanja, kritički metod odluka, incident zasnovan pristupima;
2. Analiza podataka prikupljenih za utvrđivanje strukture znanja i izdvajanje značenja i
3. Zastupljenost znanja - prezentacija saznanja (zaključaka).

CTA se koristi za analiziranje i razumevanje performanse zadataka u složenim realnim situacijama, naročito one koje uklučuju promenu, neizvesnost i vremenski pritisak. Ona pruža uvid u ne samo ono što se dešava, već i zbog čega se to dešava.
CTA je kompleksan, visoko intenzivan metod koji zahteva od anketara da izazovu potrebne odgovore iz malih i srednjih preduzeća. Zbog stručnosti neophodno za izvođenje CTA, to može biti vrlo skupo.
Funkcionalnost sistema ne podrazumeva samo upotrebljivost. Procena takođe može pružiti preporuku o tome koja funkcija treba da se obavlja od strane sistema. 
Kod GOMS modela se za podrazumeva da su svi korisnici isti (identični).
Razvijeni su produženi GOMS modeli, koji omogućavaju interakciju korisnika sa invaliditetom.

## Literatura
- Card, S.K; Moran, T. P; and Newell, A. The Model Human Processor: inženjerska Model Human Performance. In K. R. Boff, L. Kaufman, & J. P. Thomas (Eds.), Handbook of Perception and Human Performance. Vol. 2: Cognitive Processes and Performance, 1986, pages 1–35.
- Zoran Ćirović, Interakcija čovek - računar, predavanje 9 elektronsko izdanje VIŠER 2013.
- David E. Kieras, GOMS Models - Simplified Cognitive Architectures, University of Michigan.
- Patrizia Nanni, Human-Computer Interaction: Principles of Interface Design,
- Interakcija čovek računar[мртва веза]
- Hewett, Baecker, Card, Carey, Gasen, Mantei, Perlman, Strong and Verplank ACM SIGCHI Curricula for Human-Computer Interaction
- David E. Kieras, GOMS Models - Simplified Cognitive Architectures, University of Michigan.

## Spoljašnje veze
- CMN GOMS
- GOMS
- KLM
- Zoran Ćirović Interakcija čovek - računar (2013) predavanje 9 elektronsko izdanje